# Evolució estel·lar
En astronomia, es denomina evolució estel·lar la seqüència de canvis que una estrella experimenta al llarg de la seva existència.
Durant molt de temps, es va pensar que les estrelles eren enormes boles de foc perpetu. En el segle xix, apareixen les primeres teories científiques sobre l'origen de la seva energia: lord Kelvin i Helmholtz van proposar que les estrelles extreien la seva energia de la gravetat, contraient-se gradualment. Però aquest mecanisme hauria permès mantenir la lluminositat del Sol durant únicament unes desenes de milions d'anys, cosa que no concordava amb l'edat de la Terra mesurada pels geòlegs, que ja llavors s'estimava en diversos milers de milions d'anys. Aquesta discordança va dur a la recerca d'una font d'energia distinta de la gravetat i, en l'any 1920, sir Arthur Eddington va proposar l'energia nuclear com a alternativa. Avui dia, se sap que la vida de les estrelles està regida per aquests processos nuclears i que les fases que travessen des de la seva formació fins a la seva mort dependran de les taxes dels diferents tipus de reaccions nuclears i de com l'estrella reaccioni davant els canvis que s'hi produeixen en variar la seva temperatura i composició internes. Així doncs, l'evolució estel·lar pot descriure's com una batalla entre dues forces: la gravitatòria, que des de la formació d'una estrella a partir d'un núvol de gas tendeix a comprimir-la i a conduir-la al col·lapse gravitatori, i la nuclear, que tendeix a oposar-se a aquesta contracció generant energia per mitjà de reaccions nuclears. Encara que finalment el guanyador d'aquesta batalla és la gravetat (ja que, en algun moment, l'estrella no tindrà més combustible nuclear a emprar), l'evolució de l'estrella dependrà, fonamentalment, de la seva massa inicial i, en segon lloc, de la seva metal·licitat i la seva velocitat de rotació, així com de la presència d'estrelles companyes properes.
Per a una estrella de metal·licitat solar, baixa velocitat de rotació i sense companyes properes, les fases per les quals travessa són les següents:
| Rang de masses      | Rang de masses | Rang de masses            | Rang de masses | Rang de masses            | Rang de masses |     | Fases evolutives             | Fases evolutives | Fases evolutives             | Fases evolutives | Fases evolutives             | Fases evolutives | Fases evolutives             | Fases evolutives | Fases evolutives             | Fases evolutives | Fases evolutives             |           | Destí final |
| Massa baixa:        |                |                           | M              | {\displaystyle \lesssim } | 0,5 MSol       | PSP | {\displaystyle \rightarrow } | SP               | {\displaystyle \rightarrow } | SubG             | {\displaystyle \rightarrow } | GV               | {\displaystyle \rightarrow } |                  |                              |                  |                              | ¿NP?+EB   |             |
| Massa intermèdia:   | 0,5 MSol       | {\displaystyle \lesssim } | M              | {\displaystyle \lesssim } | 9 MSol         | PSP | {\displaystyle \rightarrow } | SP               | {\displaystyle \rightarrow } | SubG             | {\displaystyle \rightarrow } | GV               | {\displaystyle \rightarrow } | AV/BH            | {\displaystyle \rightarrow } | BAG              | {\displaystyle \rightarrow } | NP+EB     |             |
| Massa elevada:      | 9 MSol         | {\displaystyle \lesssim } | M              | {\displaystyle \lesssim } | 30 MSol        | PSP | {\displaystyle \rightarrow } | SP               | {\displaystyle \rightarrow } | SGB              | {\displaystyle \rightarrow } | SGG              | {\displaystyle \rightarrow } | SGV              | {\displaystyle \rightarrow } |                  |                              | SN+EN     |             |
| Massa molt elevada: | 30 MSol        | {\displaystyle \lesssim } | M              |                           |                | PSP | {\displaystyle \rightarrow } | SP               | {\displaystyle \rightarrow } | SGB              | {\displaystyle \rightarrow } | VLB              | {\displaystyle \rightarrow } | WR               | {\displaystyle \rightarrow } |                  |                              | SN/ERG+AN |             |

Els noms de les fases són:
- PSP: preseqüència principal
- SP: seqüència principal
- SubG: subgegant
- GV: gegant vermella
- AV: agrupament vermell
- BH: branca horitzontal

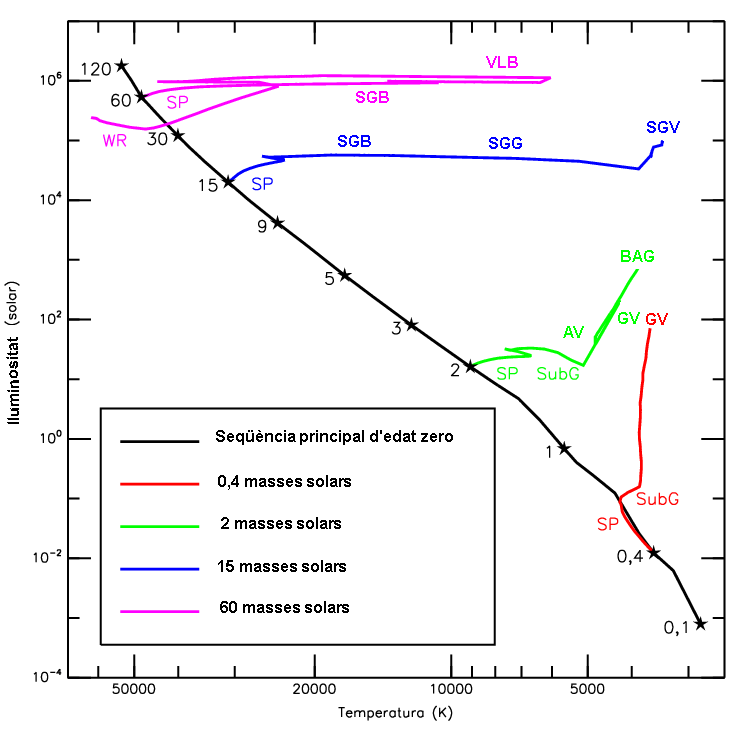
Evolució d'estrelles de distintes masses representades en el diagrama de Hertzsprung-Russell.

- BAG: branca asimptòtica de les gegants
- SGB: supergegant blava
- SGG: supergegant groga
- SGV: supergegant vermella
- WR: estrella Wolf-Rayet
- VLB: variable lluminosa blava

Una estrella pot morir en forma de:
- NP: nebulosa planetària
- SN: supernova
- ERG: esclat de raigs gamma

i deixar una estrella compacta:
- EB: nana blanca
- EN: estrella de neutrons
- AN: forat negre

Les fases i els valors límit de les masses entre els diferents tipus de possibles evolucions depenen de la metal·licitat, velocitat de rotació i presència de companyes. Així, per exemple, algunes estrelles de massa baixa o intermèdia amb una companya propera o algunes estrelles molt massives i de baixa metal·licitat poden acabar la seva vida destruint-se per complet sense deixar cap deixalla (romanent estel·lar).
L'estudi de l'evolució estel·lar està condicionat per les seves escales temporals, gairebé sempre molt superiors a la d'una vida humana. Per això, no s'analitza el cicle de vida de cada estrella individualment, sinó que és necessari realitzar observacions de moltes d'aquestes, cadascuna en un punt distint de la seva evolució, a manera d'instantànies d'aquest procés. En aquest aspecte, és fonamental l'estudi de cúmuls estel·lars, els quals constitueixen una col·lecció d'estrelles d'edat i metal·licitat similars, però amb un ampli rang de masses. Aquests estudis s'han de comparar amb models teòrics i simulacions numèriques de l'estructura estel·lar.

## La preseqüència principal (PSP): del núvol molecular a l'inici de la combustió d'hidrogen

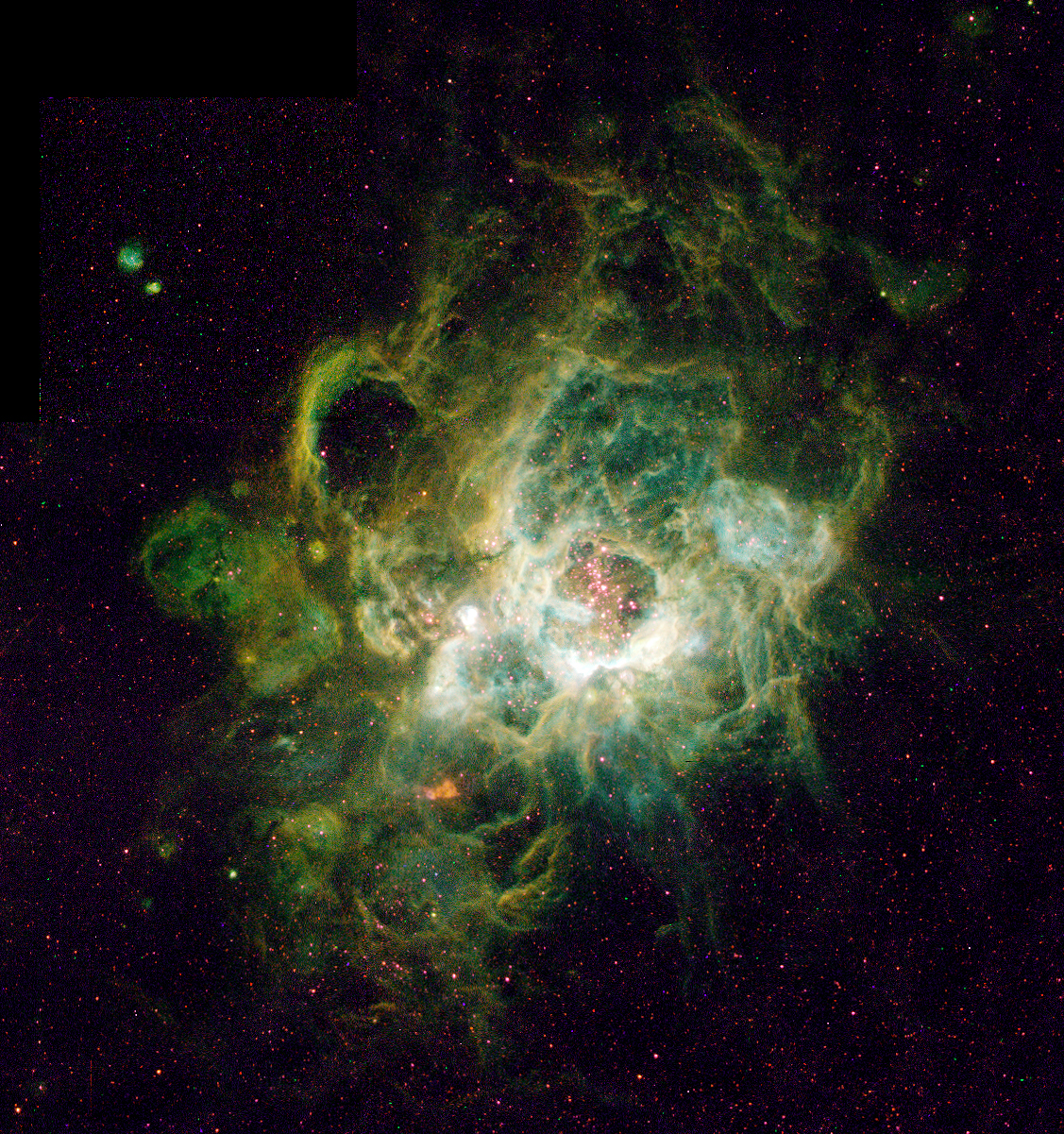
NGC 604, una gegant regió de formació estel·lar en la galàxia del Triangle

Les estrelles es formen a partir de la fragmentació i condensació d'immensos núvols moleculars de gran densitat, grandària i massa total. La metal·licitat del núvol de gas serà la que continguin les estrelles que origini. Normalment, un mateix núvol produeix diverses estrelles formant cúmuls oberts d'entre desenes i centenars d'aquestes. Aquests fragments de gas es convertiran en discos d'acreció, dels quals sorgiran planetes si la metal·licitat n'és prou elevada.
En qualsevol cas, el gas prossegueix la seva caiguda cap al centre del núvol. Aquest centre o nucli de la protoestrella es comprimeix més de pressa que la resta, alliberant major energia potencial gravitatòria. Aproximadament, la meitat d'aquesta energia s'irradia i l'altra meitat s'inverteix en l'escalfament de la protoestrella. D'aquesta forma, el nucli augmenta la seva temperatura cada vegada més fins a encendre l'hidrogen, moment en el qual la pressió generada per les reaccions nuclears ascendeix ràpidament fins a arribar a l'equilibri amb la gravetat.
La massa del núvol determina també la massa de l'estrella. No tota la massa del núvol arriba a formar part de l'estrella. Gran part d'aquest gas és expulsat quan el "nou sol" comença a lluir. Com més massiva sigui aquesta nova estrella, més intens serà el seu vent estel·lar i arribarà a l'instant de detenir el col·lapse de la resta del gas. Existeix, per aquest motiu, un límit màxim en la massa de les estrelles que es poden formar a l'entorn de les 120 o 200 masses solars.
La metal·licitat redueix aquest límit, una mica incert, a causa del fet que els elements són més opacs enfront del pas de la radiació com més pesants siguin. Per tant, una major opacitat fa que el gas freni el seu col·lapse més ràpidament per acció de la radiació.
La contínua lluita entre la gravetat, que tendeix a contreure la jove estrella, i la pressió produïda per la calor generada en les reaccions termonuclears del seu interior és el principal factor que determina, a partir de llavors, l'evolució de l'estrella.

## La seqüència principal (SP): la fase més llarga de la vida de les estrelles
Es diu seqüència principal la fase en què l'estrella crema hidrogen en el seu nucli mitjançant fusió nuclear. Una vegada instal·lada en la seqüència principal, l'estrella es compon d'un nucli on té lloc la fusió de l'hidrogen a l'heli, i un mantell que transmet l'energia generada cap a la superfície. La major part de les estrelles passen el 90% de la seva vida, aproximadament, en la seqüència principal del diagrama de Hertzsprung-Russell. En aquesta fase, les estrelles consumeixen el seu combustible nuclear de manera gradual, i poden romandre estables per períodes de 2-3 milions d'anys, en el cas de les estrelles més grans i calentes, a milers de milions d'anys si es tracta d'estrelles de grandària mitjana com el Sol, o fins a desenes o, fins i tot, centenars de milers de milions d'anys en el cas d'estrelles de poca massa com les nanes vermelles. Lentament, la quantitat d'hidrogen disponible en el nucli disminueix; llavors, l'estrella ha de contreure's per a augmentar la seva temperatura i poder detenir el col·lapse gravitacional. Les temperatures del nucli estel·lar més elevades permeten fusionar, progressivament, noves capes d'hidrogen sense processar. Per aquest motiu, les estrelles augmenten la seva lluminositat al llarg de la seqüència principal de manera gradual i regular.
En una estrella de seqüència principal, distingim dues maneres de cremar l'hidrogen del nucli, les cadenes PP o cadenes protó-protó i el cicle CNO o cicle de Bethe: 
Les cadenes protó-protó es diuen així perquè són el conjunt de reaccions que parteixen de la fusió d'un ió d'hidrogen amb un altre igual o, cosa que és el mateix, d'un protó amb un altre protó. Les sigles del cicle CNO fan referència als elements que intervenen en les seves reaccions, el carboni, el nitrogen i l'oxigen. Aquest conjunt de reaccions usa el carboni-12 com a catalitzador nuclear. El cicle CNO és molt més dependent de la temperatura que les cadenes PP, per la qual cosa, a temperatures elevades (a partir de 2·107K), passa a ser la reacció dominant i la que aporta el gruix de l'energia de l'estrella encara que només es dona a partir d'1,5 masses solars. A causa d'aquesta gran dependència amb la temperatura, els nuclis CNO són petits i convectius, mentre que els PP són majors i radiactius. El menor temps limitant de les estrelles CNO també fa que consumeixin en molt menys temps el seu hidrogen.

## L'evolució posterior a la seqüència principal: la vellesa de les estrelles
Quan l'hidrogen desapareix en el centre de l'estrella, l'estrella comença la seva vellesa. A partir d'aquest moment, la seva evolució serà molt distinta en funció de la seva massa.

### Estrelles de massa baixa i intermèdia (M < 9 MSol)

#### Fase de subgegant (SubG)
Quan una estrella de menys de 9 masses solars esgota l'hidrogen en el seu nucli, comença a cremar-lo en una capa al voltant d'aquest. Com a resultat, l'estrella s'infla i la seva superfície es refreda, per la qual cosa es mou cap a la dreta en el diagrama de Hertzsprung-Russell, sense variar massa la seva lluminositat. Aquesta fase és la de subgegant i és un estat intermedi entre la seqüència principal i la fase de gegant vermella.

#### Fase de gegant vermella (GV)
En evolucionar una subgegant cap a la dreta (temperatures més baixes) en el diagrama de Hertzsprung-Russell, en un moment donat l'atmosfera de l'estrella arriba a un valor crític de la temperatura que fa que la lluminositat augmenti espectacularment, mentre que l'estrella s'infla fins a arribar a un radi proper als 100 milions de km: l'estrella s'ha convertit així en una gegant vermella. S'estima que, dintre d'uns 5-6 mil milions d'anys, el Sol arribarà a aquesta condició i devorarà Mercuri i potser Venus.
Igual que una subgegant, una gegant vermella deriva la seva energia de cremar hidrogen en heli en una capa al voltant del seu nucli. La fase de gegant vermella acaba quan l'heli del seu nucli s'encén mitjançant el procés triple-alfa. Per a les estrelles amb massa inferior a 0,5 masses solars, la temperatura central mai arriba a ser prou alta perquè es produeixi el procés triple-alfa, per la qual cosa aquesta és la seva última fase, en la qual l'estrella se suporta a si mateixa per mitjà de reaccions nuclears.
Durant la fase de gegant vermella, es produeix el primer dragatge, en el qual el material reprocessat nuclearment en l'interior de l'estrella es fa visible en la superfície.

#### Fase de l'agrupament vermell (AV) o de la branca horitzontal (BH)
En encendre's l'heli en estrelles de més de 0,5 MSol de massa inicial, la lluminositat de l'estrella descendeix lleugerament i la seva grandària disminueix. Per a estrelles de metal·licitat solar, la temperatura superficial no varia gaire pel que fa a la fase de gegant vermella, i aquesta fase rep el nom d'agrupament vermell (en anglès, red clump), ja que les estrelles de masses similars apareixen agrupades al voltant d'un punt del diagrama de Hertzsprung-Russell. Per a estrelles de menor metal·licitat, la temperatura superficial augmenta i aquesta fase rep el nom de branca horitzontal (en anglès, horitzontal branch), car les estrelles de masses similars apareixen distribuïdes al llarg d'una línia de temperatura variable i lluminositat constant en el diagrama de Hertzsprung-Russell.
El procés de cremat o fusió de l'heli es porta a terme per un conjunt de reaccions que reben el nom de triple-alfa perquè consisteix en la transformació de tres nuclis d'heli-4 en un de carboni-12. A hores d'ara, el nucli ha incrementat la seva densitat i la seva temperatura fins a arribar als 100 milions kelvin (108 K). En l'etapa del cremat de l'hidrogen, el beril·li-8 era un element inestable que es descomponia en dues partícules alfa, tal com es veu en la cadena PP III i a les temperatures de la segona etapa de combustió continua sent-ho. Succeeix que, a pesar de la seva inestabilitat, un bon percentatge del beril·li produït per la fusió de dos nuclis d'heli-4 acaba unint-se a altra partícula alfa abans que tingui temps de desintegrar-se. Així, en el nucli de l'estrella, sempre hi ha una certa quantitat de beril·li en un equilibri que resulta del balanç entre el fabricat i el que es desintegra. La següent reacció de conversió del carboni en oxigen es produeix a continuació amb relativa freqüència. El problema és que es desconeix la secció eficaç d'aquesta reacció, per la qual cosa no se sap en quines proporcions es formen ambdós elements. Pel que fa a la transformació de l'oxigen-16 en neó-20, aquesta té una contribució petita però no menyspreable. Finalment, tot just unes poques traces de magnesi es produiran en aquesta segona etapa.
De l'heli es passa al carboni i a l'oxigen, així que els elements intermedis (Be, B i Li) no es formen en les estrelles. Aquests es fabriquen en el medi interestel·lar per les desintegracions del carboni, nitrogen i oxigen produïdes pels raigs còsmics (protons i electrons). Un altre aspecte interessant en la fusió de l'heli és el coll d'ampolla que es produeix en no poder-se fabricar elements amb masses atòmiques de valors 5 i 8, ja que els isòtops amb aquest nombre màssic són sempre altament inestables. Així, les interaccions entre l'heli-4 i altres protons o altres nuclis d'heli-4 no influeixen en la composició de l'estrella, però sí que, a la llarga, aniran entorpint cada vegada més fins a reduir enormement el rendiment de les reaccions de fusió de l'hidrogen.

#### Fase de la branca asimptòtica de les gegants (BAG)
Arribat el moment, l'heli del nucli de l'estrella s'esgota de la mateixa manera que abans es va esgotar l'hidrogen al final de la seqüència principal. L'estrella passa llavors a cremar l'heli en capa, i l'estrella torna a escalar el diagrama Hertzsprung-Russell mentre la seva temperatura superficial es redueix i l'estrella es torna a inflar. Com la trajectòria seguida s'assembla a la que va fer abans en la fase de gegant vermella, aquesta fase es coneix com la branca asimptòtica de les gegants (en anglès, asymptotic giant branch). L'estrella acabarà inflant-se fins a una grandària d'aproximadament el doble del que va aconseguir en la fase de gegant vermella.
En aquesta fase, l'estrella arriba a la major lluminositat que mai aconseguirà, ja que en acabar-la es quedarà sense combustible nuclear. En aquesta, es produeixen el segon i el tercer dragatges, en els quals el material reprocessat nuclearment aflora en la superfície. Així mateix, al final d'aquesta fase, l'estrella pot aconseguir reactivar la combustió d'hidrogen en una capa relativament externa de l'estrella. La possibilitat de cremar dues espècies distintes (hidrogen i heli) en dues regions de l'estrella induirà una inestabilitat que donarà lloc a polsos tèrmics, els quals causaran un fort augment en la pèrdua de massa de l'estrella. Així, l'estrella acabarà expulsant les seves capes exteriors en forma de nebulosa planetària ionitzada pel nucli de l'estrella, que acabarà per convertir-se en una nana blanca.

### Estrelles de massa elevada (9 MSol< M < 30 MSol)

Capes de combustió en una estrella agonitzant en els seus últims moments abans del col·lapse final

Les estrelles de massa superior a 9 MSol tenen una evolució radicalment diferent de les de massa inferior, per tres raons: 
- Les temperatures en el seu interior són prou altes com per a cremar els elements resultants del procés triple-alfa en fases successives fins a arribar al ferro.

- La lluminositat és tan elevada que l'evolució posterior a la seqüència principal dura únicament d'un a uns pocs milions d'anys.

- Les estrelles massives experimenten taxes de pèrdua de massa molt majors que les de massa inferior. Aquest efecte condicionarà el seu desplaçament en el diagrama de Hertzsprung-Russell.

Així doncs, les estrelles de més de 9 MSol travessaran fases successives de cremat d'hidrogen, heli, carboni, neó, oxigen i silici. Al final d'aquest procés, l'estrella acabarà amb una estructura interna similar a la d'una ceba, amb diverses capes, cadascuna d'una composició diferent.

#### Fases de supergegant blava (SGB) i supergegant groga (SGG)
En acabar de cremar hidrogen en la seqüència principal, les estrelles de massa elevada es mouen ràpidament en el diagrama Hertzsprung-Russell d'esquerra a dreta, això és, mantenint una lluminositat constant però amb la seva temperatura superficial decreixent ràpidament. Així doncs, l'estrella passa ràpidament (en desenes de milers d'anys o fins i tot menys) per les fases de supergegant blava (temperatura superficial a l'entorn dels 20.000 K) i supergegant groga (temperatura superficial a l'entorn dels 6.000 K) i, en la majoria dels casos, gairebé tota la combustió de l'heli es produeix ja en la següent fase (la de supergegant vermella). No obstant això, per a algunes masses i metal·licitats, els models teòrics prediuen que la combustió d'heli es produirà quan la superfície de l'estrella estigui relativament calenta. En aquests casos, les fases de supergegant blava i/o groga podran ser relativament longeves (centenars de milers a un milió d'anys).

#### Fase de supergegant vermella (SGV)
Les estrelles amb masses compreses entre 9 MSol i {\displaystyle \approx }30 MSol i metal·licitat solar acaben les seves vides com a supergegants vermelles. Aquests objectes són les estrelles més grans (en grandària) de l'univers, amb radis de diverses unitats astronòmiques. Les supergegants vermelles tenen elevades taxes de pèrdua de massa, cosa que fa que al seu voltant existeixin grans quantitats de material expulsat per l'estrella.
Com ja s'ha comentat, una estrella d'aquest rang de masses és capaç de cremar diferents elements fins a arribar al ferro. D'aleshores ençà, ja no és possible extreure energia de reaccions nuclears i es desencadena una supernova de col·lapse gravitatori. El romanent estel·lar serà en la majoria dels casos una estrella de neutrons.

### Estrelles de massa molt elevada (M > 30 MSol)
Igual que les estrelles d'entre 9 MSol i 30 MSol, les estrelles d'aquest grup (les més massives de totes) són capaces de continuar cremant nuclearment diferents elements fins a arribar al ferro i produir una supernova. No obstant això, existeixen dues diferències fonamentals amb el rang de masses anterior: 
- Les taxes de pèrdua de massa són tan elevades que l'estrella no es pot desplaçar fins a l'extrem dret del diagrama Hertzsprung-Russell per a formar una supergegant vermella.

- El romanent final serà, en la majoria dels casos, un forat negre en comptes d'una estrella de neutrons.

Les estrelles de massa molt elevada són les més difícils de modelar numèricament i les més sensibles a la influència d'altres paràmetres com la metal·licitat o la velocitat de rotació. Per aquesta raó, el límit de 30 MSol que les separa de les del grup anterior és (a) relativament incert i (b) molt dependent d'aquests paràmetres secundaris.

#### Fase de variable lluminosa blava (VLB)
Mentre esgoten el seu hidrogen, les estrelles de massa molt elevada es desplacen a la dreta per a convertir-se en supergegants blaves, igual que ho fan les estrelles de masses compreses entre 9 MSol i 30 MSol. En fer-ho, augmenta l'opacitat de les seves atmosferes i s'acosten perillosament al límit d'Eddington. Això fa que entrin en una fase altament inestable, anomenada de variable lluminosa blava (VLB, en anglès, luminous blue variable o LBV), durant la qual es desprenen de les seves capes exteriors. La VLB més famosa és Eta Carinae, la qual va expulsar unes 10 masses solars de material en una ejecció de matèria que va tenir lloc a mitjan s. XIX.

#### Fase d'estrella Wolf-Rayet (WR)
Com a conseqüència de la forta pèrdua de massa de les estrelles més massives, especialment durant la fase de VLB, aquests objectes acaben per despullar-se de les seves capes més externes per a presentar unes atmosferes amb molt baixos o nuls continguts d'hidrogen. Aquestes estrelles es diuen Wolf-Rayet i es caracteritzen per tenir intenses línies d'emissió d'elements com l'heli, el carboni, el nitrogen i l'oxigen. Una altra característica peculiar d'aquestes estrelles és la gran diferència en massa entre el seu estat actual i el seu estat inicial, així com que siguin menys lluminoses que les seves estrelles progenitores. Així, una estrella Wolf-Rayet de 8 masses solars bé va poder iniciar la seva vida en la seqüència principal amb 100 MSol. Les estrelles més massives de totes arriben a tenir vents estel·lars tan forts que es desprenen de les seves capes exteriors d'hidrogen, fins i tot abans d'arribar a la fase de VLB.
Al final de la fase Wolf-Rayet, l'estrella exhaureix el combustible nuclear i mor produint un esclat de raigs gamma.

## La destinació final de les estrelles: morts més o menys violentes

### Nebulosa planetària + nana blanca (M < 9-10 MSol)

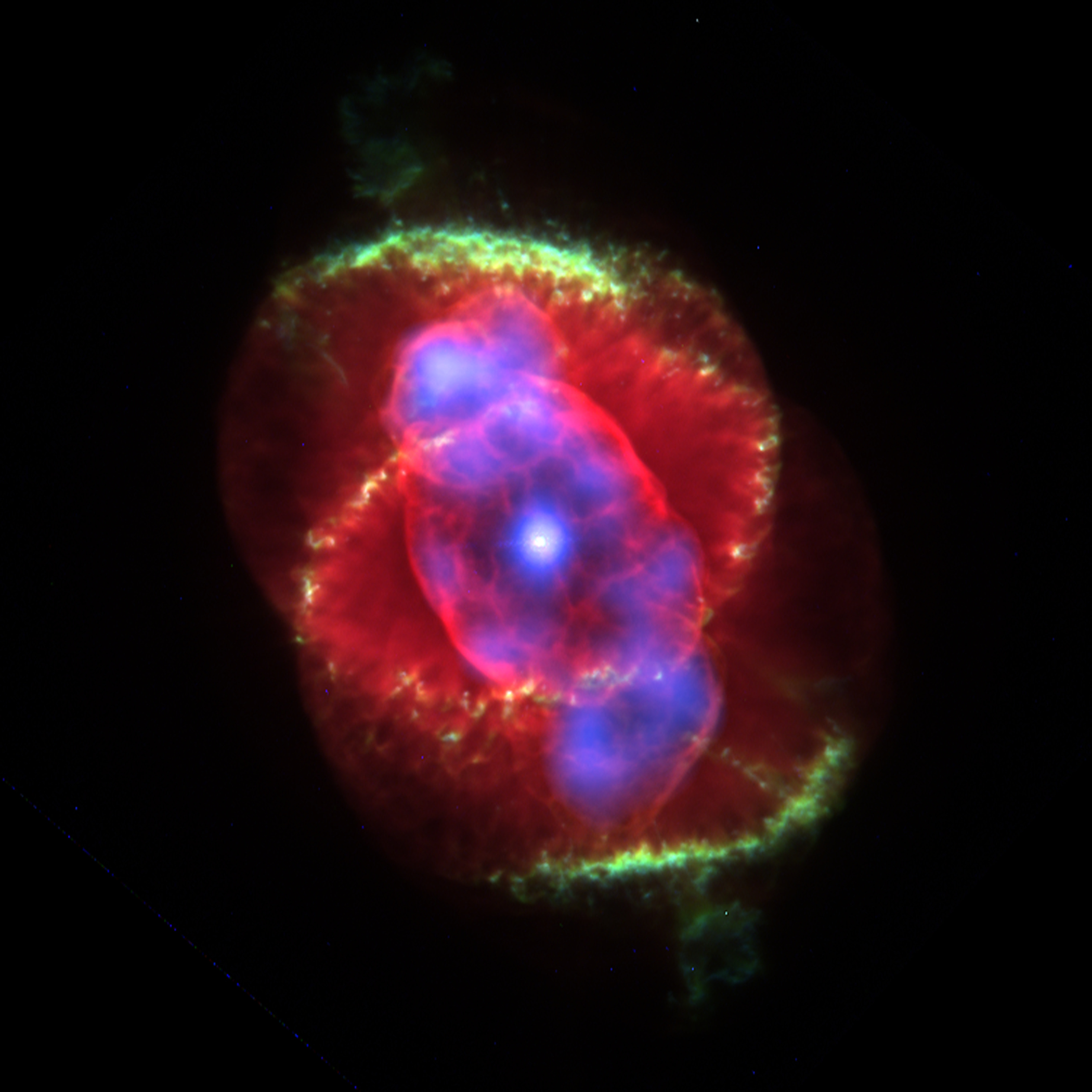
La nebulosa Ull de gat és una nebulosa planetària que es va formar després de la mort d'una estrella de massa similar a la del Sol. El punt lluminós en el centre assenyala la ubicació de l'estrella compacta (romanent estel·lar).

Les estrelles de massa inferior a 9-10 masses solars expulsen les seves capes exteriors durant la fase de gegant vermella i, sobretot, la fase de branca asimptòtica de les gegants (les de més de 0,5 masses solars). El romanent estel·lar resultant és el nucli degenerat nu de l'estrella, amb una composició rica en carboni i oxigen en la majoria dels casos (encara que, per a les estrelles de menor massa, l'element dominant és l'heli i per a les de major massa també pot haver-hi neó). Aquest romanent és una nana blanca i la seva superfície està inicialment a temperatures molt elevades, de l'ordre de 100.000 K. La radiació emesa per l'estrella ionitza les capes recentment expulsades, i dona lloc a una nebulosa d'emissió del tipus nebulosa planetària. Així doncs, les estrelles aïllades de massa baixa i intermèdia acaben la seva vida d'una manera relativament poc violenta.
La nebulosa planetària roman mentre la nana blanca està prou calenta com per a ionitzar l'hidrogen que és el seu component principal (aquest període dura uns 10.000 anys). Les nanes blanques es refreden ràpidament al principi, però la taxa s'alenteix després. Una nana blanca no té fonts d'energia pròpies (excepte durant el període de cristal·lització), per la qual cosa la seva lluminositat procedeix de la seva energia tèrmica emmagatzemada. Així, a poc a poc, s'anirà apagant fins a arribar a convertir-se en una nana negra. No obstant això, el temps necessari per a això és tan llarg que cap nana blanca, ni tan sols les formades al principi de la història de l'univers, ha arribat fins a aquesta fase.

### Supernova/esclat de raigs gamma + estrella de neutrons/forat negre/no-res (M > 9-10 MSol)
Les estrelles de més de 9-10 masses solars (el valor exacte del límit no es coneix amb precisió i pot dependre de la metal·licitat) evolucionen durant totes les fases de combustió fins a arribar al pic del ferro per a esgotar així tota l'energia potencial nuclear de què disposen. Les últimes fases de combustió transcorren cadascuna més ràpidament que l'anterior, fins a arribar a la combustió del silici en ferro, que té lloc en escales de dies. El nucli, incapaç de generar més energia, no pot aguantar el seu propi pes ni el de la massa que té per sobre seu, per la qual cosa s'enfonsa sobre si mateix. Durant la contracció gravitatòria final, es produeixen una sèrie de reaccions que fabriquen multitud d'àtoms més pesats que el ferro mitjançant processos de captura de neutrons i de protons. Depenent de la massa d'aquest nucli inert, el romanent que quedarà serà una estrella de neutrons o un forat negre. Quan el romanent inicial sigui una estrella de neutrons, una ona de xoc es propagarà per les capes exteriors, les quals sortiran rebotades cap a fora. Aquestes capes reben, a més, un excedent d'energia de les reaccions nuclears produïdes en l'última ranera de l'estrella, bona part d'aquest en forma de neutrins. La conjunció d'aquests dos efectes dona lloc a una supernova de col·lapse gravitatori.
En funció de la massa i de la metal·licitat, tenim quatre possibles destinacions per a les estrelles massives i molt massives:
- Per a la majoria de les estrelles, el romanent inicial serà una estrella de neutrons i se'n produirà una supernova.

- Si la massa inicial de l'estrella és superior a unes 30 masses solars (el límit exacte depèn de la metal·licitat), part de les capes exteriors no podran escapar a l'atracció gravitatòria de l'estrella de neutrons i cauran sobre aquesta provocant un segon col·lapse per a formar un forat negre com a romanent final. Aquest segon col·lapse produeix un esclat de raigs gamma.

- En estrelles de massa superior a 40 MSol i baixa metal·licitat, el romanent inicial és un forat negre, per la qual cosa les capes exteriors no podrien, en principi, rebotar contra aquest per a produir una supernova. No obstant això, els models actuals no descarten que s'hi pugui produir una supernova feble, sobretot si la velocitat de rotació de l'estrella és elevada. Aquest grup d'objectes també produeix un esclat de raigs gamma.

- Per a l'infreqüent cas d'estrelles de molt baixa metal·licitat i massa entre 140 MSol i 260 MSol, existeix una última possibilitat: una explosió de supernova produïda per la creació de parells electró-positró. En aquest cas, l'estrella es desintegra per complet sense deixar un romanent.